# 西沽堂

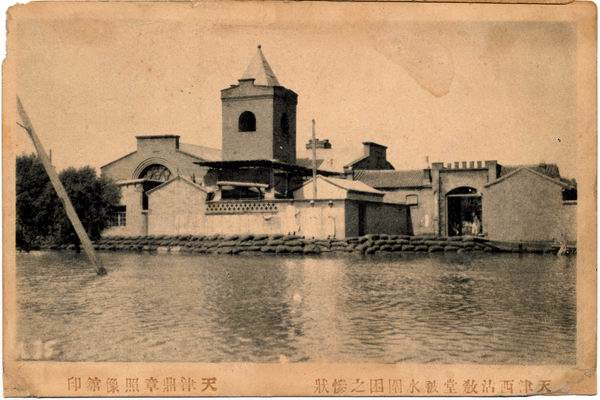
西沽教堂，来自旧明信片

西沽堂是坐落于天津市红桥区的一座基督教新教教堂，位于天津市红桥区红桥北大街龙王庙东街3号。在中国基督教新教实行联合礼拜前，该教堂属于美国公理会传统。

## 背景
西沽堂的历史可追溯到20世纪初美国公理会在天津的活动。由于初期经费的限制，公理会的活动中心几易其址。1906年，公理会利用出售紫竹林地区房产获得的款项，购置了西沽堂的活动场所。随着公理会的发展壮大，西沽堂逐渐不能满足需要，因此公理会的活动中心又迁至河北区冈纬路教堂，但西沽堂仍然继续进行宗教活动。中共建政后要求天津新教各宗派进入官方指定的四所教堂（滨江道堂、仓门口教堂、浙江路堂及冈纬路教堂）实行联合礼拜，西沽堂被迫关闭，直至2003年经教会努力，教产得以归还。西沽堂关闭期间，尚有“教堂前大街”等地名存在。
西沽地区另有西于庄天主堂，坐落于西于庄大街，现已不存，注意避免与其混淆。

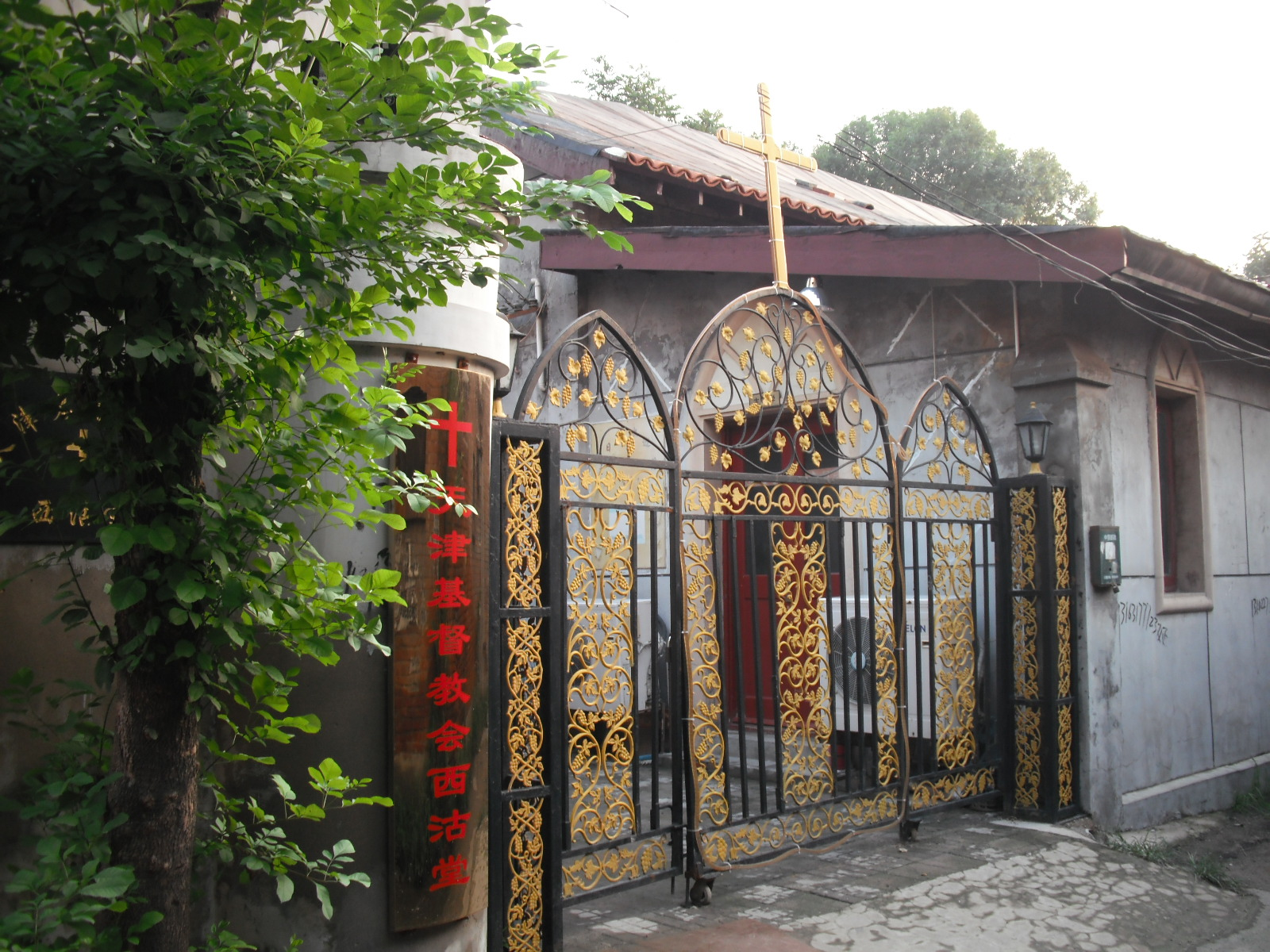
基督教西沽堂今貌。
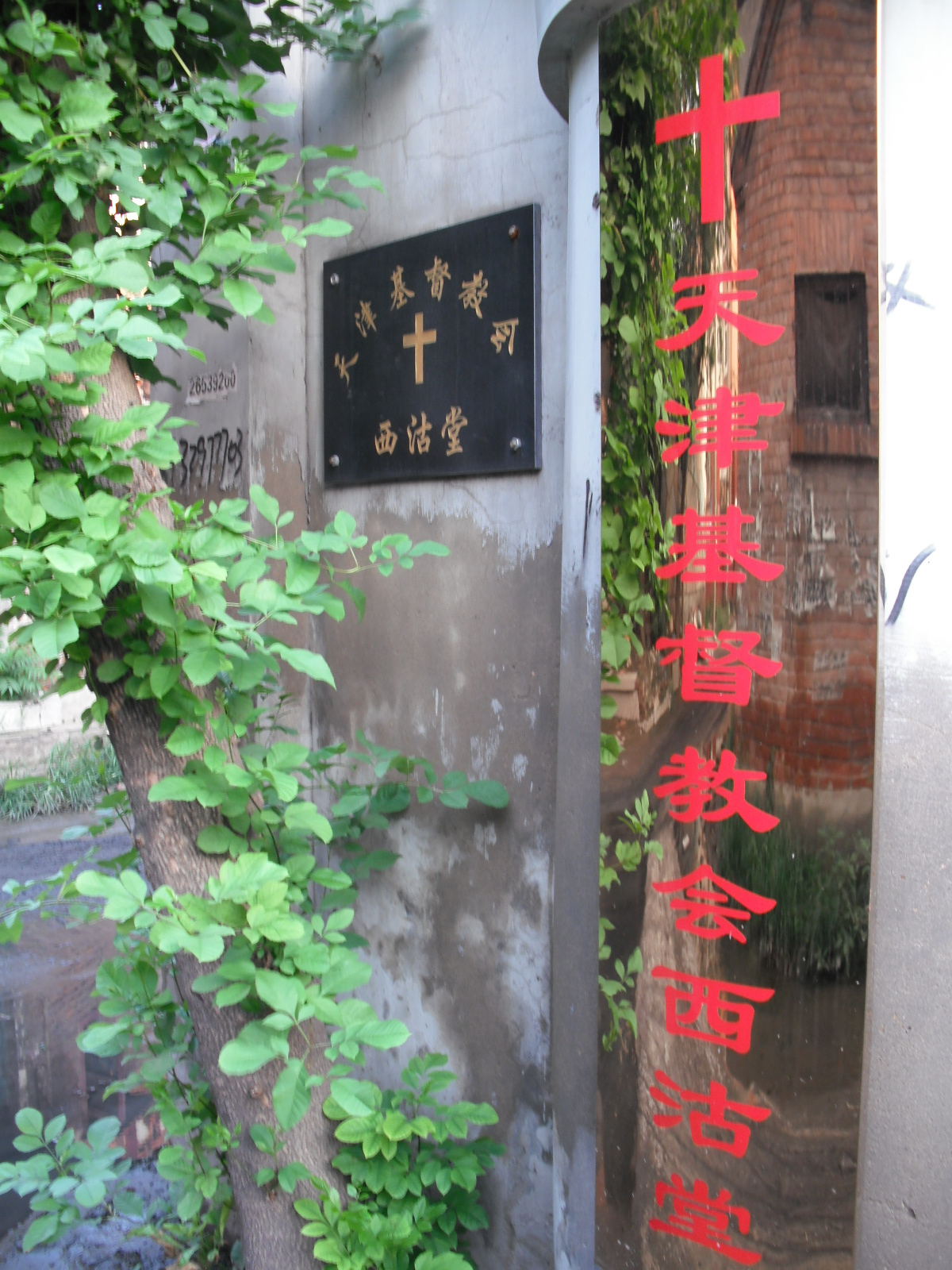
西沽教堂门牌。
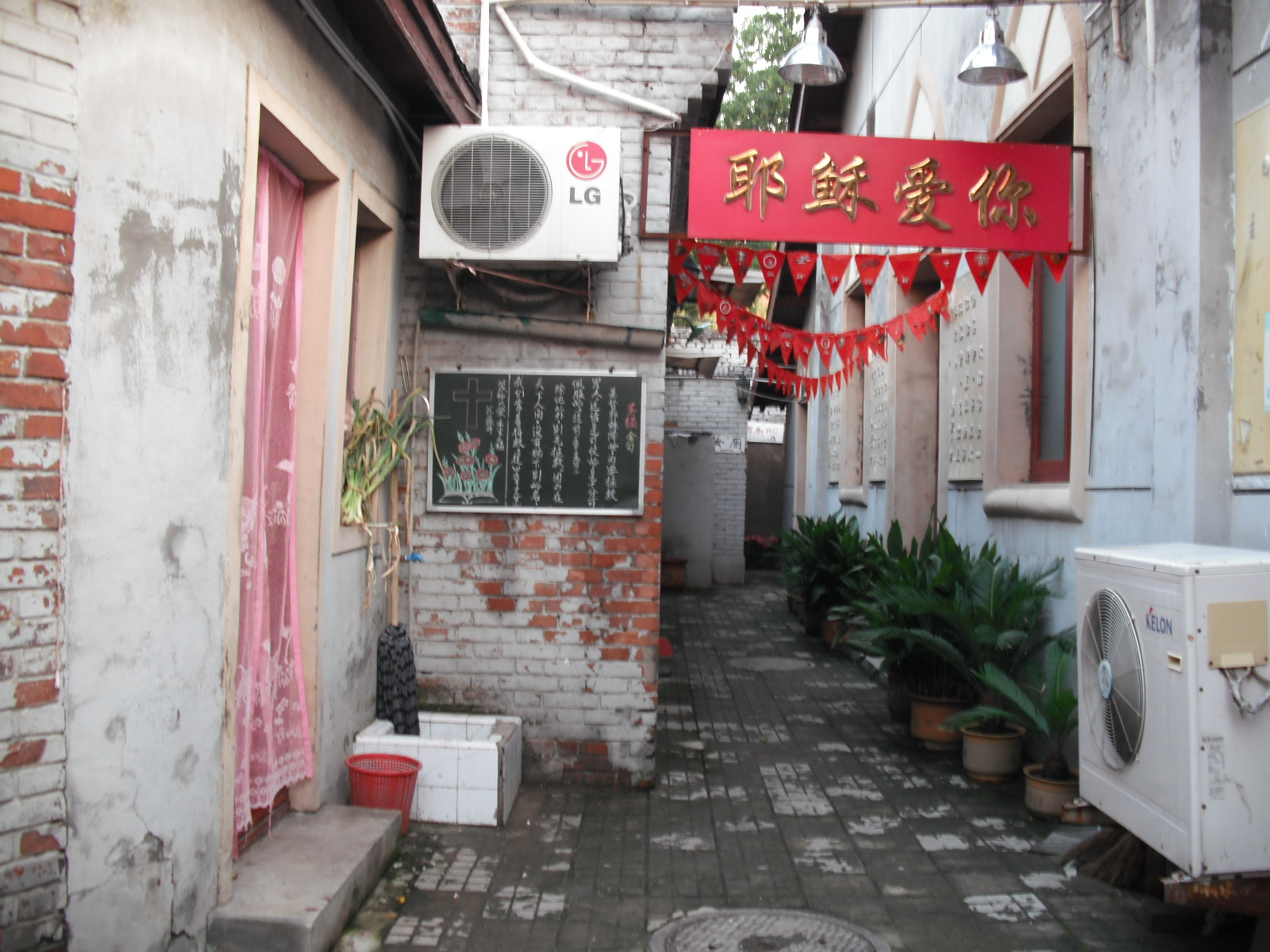
西沽堂内院。

## 历史
- 1901年，西沽堂建立。
- 1906年，天津的美国公理会利用出售紫竹林房产的经费扩充西沽地区教会及学校。
- 1909年，南开学校创始人张伯苓，在西沽堂受洗[4]。
- 1958年，因天津地区新教教派实行联合礼拜，西沽堂关闭，随后堂址改为工厂。
- 2003年，在教会努力下教产得以归还。
- 2004年复活节，西沽堂重新开放[5]。

## 现状
该堂宗教活动比较活跃，截至2008年有信徒800余人，主任牧师杨佳智为天津市基督教三自爱国运动委员会副主席。
教堂所在的西沽地区2018年后开始大规模开发改造，2019年5月20日，根据美国对华援助协会的信息，该堂面临被强拆。